# Mezzegra
Mezzegra (AFI: /medˈʣeːɡra/; Mezegra in dialetto comasco, AFI: /meˈʣeɡra/) è un municipio di 1 032 abitanti del comune di Tremezzina nella provincia di Como in Lombardia. Fino al 3 febbraio 2014 costituiva un comune autonomo.

## Geografia fisica
Il paese sorge sulla riva occidentale del Lago di Como, in Tremezzina, lungo la SS 340, che la collega a Como e Sondrio.

## Origini del nome
Secondo alcune ipotesi, il toponimo sarebbe un derivato dell'unione dei termini latini inter ("tra") e agros ("campi"), a indicare un luogo localizzato nel mezzo di un'area campestre.

## Storia

Territorio dell'ex comune di Mezzegra all'interno della provincia di Como

La più antica menzione storica di Mezzegra è costituita da un documento datato 1049.
Schierato dalla parte di Milano durante la guerra decennale, il paese di Mezzegra fu successivamente interessato dalle dispute che videro contrapposte le nobili famiglie comasche dei Rusconi (ghibellini) e dei Vittani (guelfi).
Nel 1240, Mezzegra risulta appartenere alla pieve di Lenno.
Negli annessi agli Statuti di Como del 1335, il Comune de Mezegrio risulta essere responsabile della manutenzione del tratto di via Regina compreso tra i torrenti de Polla e de Albana.
Inserito sempre nella pieve di Lenno, nel 1510 Mezzegra risulta già far parte del Contado di Como, entro cui rimarrà fino alla creazione della Provincia di Como (1786).
Nel 1751, il territorio comunale di Mezzegra risulta estendersi ai cassinaggi di Azzano, Bonzanigo, Giulino e Pola. Nello stesso periodo, Mezzegra risulta già redenta dall'infeudazione, seppur ancora con la condizione di un pagamento quindecennale relativo al riscatto.
Un decreto di riorganizzazione amministrativa del Regno d'Italia napoleonico datato 1807 sancì per il Comune di Mezzegra con Azzano, Bonzanigo, Giulino e Pola l'aggregazione a Lenno. Tale decisione non sopravvisse alla Restaurazione, che comportò la ricostituzione del comune di Mezzegra come entità comunale autonoma.
Dal 21 gennaio 2014 Mezzegra è un municipio del comune di Tremezzina, una comunità già esistita (in epoca fascista) dal 1928 al 1947.

### Cattura di Mussolini
Nella frazione di Giulino vennero uccisi dai partigiani Benito Mussolini e Clara Petacci il 28 aprile 1945 dopo sentenza di condanna del CLN (Comitato di Liberazione Nazionale).

### Simboli

Vecchio stemma comunale

Lo stemma in uso al comune era privo di una concessione ufficiale e riprendeva il blasone della famiglia Brentano (interzato in fascia: il 1º d'oro all'aquila bicipite di nero, coronata del campo sulle due teste; il 2º, d'azzurro ad una brenta d'oro, colle due anse di fronte, accostata, a destra, da un leoncino rivoltato dello stesso, a sinistra da una serpe d'argento, guizzante in palo; al 3º bandato d'argento e di rosso) con alcune modifiche: era
stato tolto il bandato d'argento e di rosso; il volatile era di colore azzurro, con una sola testa, sempre coronata, ma rivoltata; vennero aggiunti tre monti, con altrettante croci, a rappresentare il Calvario.

## Monumenti e luoghi d'interesse

### Architetture religiose

#### Parrocchiale di Sant'Abbondio
In località Bonzanigo si trova la chiesa di Sant'Abbondio, già attestata nel 1651 come viceparrocchia della pieve di Lenno ed elevata al rango di parrocchiale nel 1692. Nel secolo successivo, l'intitolazione della parrocchia facente riferimento a tale chiesa risulta essere "Sancti Abundii Mezzegriae seu Bonzanici".
La chiesa fu realizzata a cavallo dei secoli XVII e XVIII, a fianco di una precedente chiesa romanica, con un rilevante contributo economico da parte di alcuni emigrati. La nuova chiesa fu completata nel 1724, in stile rococò. L'interno è a navata unica, coperta da una cupola che ospita una Gloria di Sant'Abbondio di Giulio Quaglio il Giovane (1716). Lo stesso santo è rappresentato nella statua che domina il presbiterio, opera dello scultore lagliese Stefano Salterio. Alle spalle del presbiterio, un'abside semicircolare. L'attuale sacrestia faceva già parte della precedente chiesa.

#### Ex-chiesa di Sant'Abbondio
Attualmente adibita come canonica al servizio dell'attigua parrocchiale, l'ex-chiesa di Sant'Abbondio fu costruita nel XII secolo, in stile romanico. L'edificio,  che sul fianco esterno presenta ancora una decorazione ad archetti pensili, venne descritto per la prima volta negli atti di una visita pastorale effettuata da Feliciano Ninguarda sul finire del XVI secolo. 
Della struttura originaria sono ancora visibili alcuni resti della facciata e dell'accesso principale (inglobati in una parete della sacrestia dell'attigua parrocchiale), nonché la base e parte del tronco del campanile (una torre a pianta quadrata di 2,70 m per lato). Quest'ultimo era disposto lungo il fianco settentrionale della ex-chiesa.
Dell'antico edificio religioso sopravvivono anche alcuni ambienti interni: si tratta di due cappelle separate, le quali ospitano affreschi di Giovanni Mauro della Rovere, decorazioni a stucco di Pietro Silva e un altare ligneo a tempietto intagliato nel corso del Seicento. Una delle due cappelle ospita l'altare ligneo, mentre l'altra è dedicata alla Madonna del Carmelo. Ai lati dell'ingresso attuale, due putti scolpiti con sembianze da melusine.

#### Chiesa dell'Addolorata
Registrata in un documento del 1788 come "Oratorio dell'Addolorata in Azzano", la chiesa fu realizzata intorno agli anni 1670-1677.

#### Chiesa di San Giuseppe
Chiesa di San Giuseppe, edificata a partire dalla fine del XVII secolo  e terminata tra il 1707 e il 1720. A lungo patronato Brentani, la chiesa fu costruita per volere di Carlo Brentano Mezzegra, mercante ad Augsburg. All'interno, un dipinto riconducibile alla scuola di Giulio Quaglio raffigura il santo titolare della chiesa in compagnia della Madonna, di Gesù Bambino, e di San Carlo Borromeo.

#### Altro
- Cappella di Sant'Anna, costruita prima del 1669[18]

### Architetture civili

#### Palazzi Brentano
Bonzanigo ospita palazzi anticamente appartenuti alla casata di mercanti Brentano; nei palazzi, riccamente affrescati e stuccati, opere di Cesare Ligari e Giulio Quaglio.
- Palazzo Brentano Monticello (XVII secolo), che conserva affreschi riconducibili a Giulio Quaglio il Giovane[20] e camini in marmo nero di Varenna[21]. Noto anche come palazzo Monticelli, fu costruito negli anni 1699-1700 dal capostipite del ramo Monticello dei Brentano,[22] famiglia di mercanti attivi a Lipsia, Dresda, Norimberga e Buda.[21] Il palazzo venne edificato in un terreno al tempo noto come "al Monticello".[23] Dopo vari passaggi di mano che coinvolsero, tra l'altro, i Lucini e i Passalacqua, il palazzo ospitò la sede del municipio di Mezzegra.[23] Nella sala principale, un affresco raffigura Ercole ammesso tra gli dei dell'Olimpo.[21]
- Ex-palazzo del Vescovo, già proprietà Brentano, realizzato tra la fine del Cinquecento e l'inizio del secolo successivo[24]. Il nome del palazzo deriva dal fatto di essere servito come alloggio per il vescovo di Como Giuseppe Olgiati durante la visita pastorale avvenuta poco dopo il completamento della nuova parrocchiale di Sant'Abbondio. All'interno del palazzo si conservano due affreschi attribuiti a Giulio Quaglio il Giovane.
- Ex-palazzo Brentano Scalino[25] (o Scalini), situato poco più a monte del Palazzo Brentano Monticello. Il palazzo fu costruito nel 1672[25] da esponenti del ramo Scalini della famiglia Brentano, ramo che deve il proprio nome alla scalinata che, passando davanti all'ex-palazzo del vescovo, s'innesta nella via Fratelli Brentano poco più a nord rispetto al palazzo Brentano Monticelli. Rimaneggiato nel corso del tempo, della struttura originaria conserva il basamento (che forma una galleria ad arcate che collega il palazzo Brentano Scalino agli attigui palazzi Brentano Cimaroli e del Vescovo[25]) e resti di due logge[25] panoramiche. Nel cortile, uno scalone d'onore in sasso di Moltrasio, accesso preferenziale concepito come alternativa nobile alla scalinata che dal palazzo Brentano conduce all'ex-palazzo del Vescovo. All'ex-palazzo Scalino apparteneva anche il cosiddetto Ninfeo (XVIII secolo), situato in corrispondenza dell'ingresso sull'attuale via Fratelli Brentano e ornato da decorazioni a tema mitologico.[26]  In passato, il palazzo Brentano-Scalini e il palazzo del Vescovo erano collegati tra di loro anche internamente.
- Ex-palazzo Brentano Cimaroli

Alle spalle dell'ex-palazzo Brentano Scalino si trovano inoltre le cosiddette Grate turche, portate a Bonzanigo dai Brentano probabilmente da Buda (dove avevano numerose attività commerciali), dopo il 1686.

#### Altre architetture civili
- Casa Rosati[28]
- Villa Stoddard-Henderson[29]

## Società

### Evoluzione demografica

#### Demografia pre-unitaria
- 1751: 460 abitanti[6]
- 1771: 493 abitanti[6]
- 1799: 451 abitanti[6]
- 1805: 440 abitanti[6]
- 1853: 730 abitanti[6]

#### Demografia post-unitaria
Abitanti censiti

### Esplicative
1. ↑  Per il dialetto comasco, si utilizza l'ortografia ticinese, introdotta a partire dal 1969 dall'associazione culturale Famiglia Comasca nei vocabolari, nei documenti e nella produzione letteraria.
2. ↑  La brenta è un tipo di gerla - tradizionalmente in vimini - usata per il trasporto dei grappoli d'uva.

### Bibliografiche
1. ↑  Dato Istat - Popolazione residente al 31 dicembre 2010.
2. ↑   Classificazione sismica (XLS), su rischi.protezionecivile.gov.it.
3. ↑   Tabella dei gradi/giorno dei Comuni italiani raggruppati per Regione e Provincia (PDF), in Legge 26 agosto 1993, n. 412, allegato A, Agenzia nazionale per le nuove tecnologie, l'energia e lo sviluppo economico sostenibile, 1º marzo 2011,  p. 151. URL consultato il 25 aprile 2012 (archiviato dall'url originale il 1º gennaio 2017).
4. ↑   Statuto comunale di Tremezzina, su Comune di Tremezzina.
5. 1 2 3 4 5 6 7  Borghese, p. 305.
6. 1 2 3 4 5 6 7 8 9 10 11 12   Comune di Mezzegra (sec. XII -) – Archivi storici – Lombardia Beni Culturali, su www.lombardiabeniculturali.it. URL consultato il 14 maggio 2024.
7. ↑   Stemma di Mezzegra, su stemmiprovinciacomo.it. URL consultato il 4 agosto 2022.
8. 1 2 3 4   SIUSA - Parrocchia di S. Abbondio in Mezzegra, su siusa.archivi.beniculturali.it. URL consultato il 27 marzo 2021.
9. 1 2   Chiesa di S. Abbondio - complesso, Sagrado Sant'Abbondio, 6,4A - Mezzegra (CO) – Architetture – Lombardia Beni Culturali, su lombardiabeniculturali.it. URL consultato il 27 marzo 2021.
10. 1 2 3 4 5 6 7 8 9   "Chiesa di Sant'Abbondio", in pannello esplicativo all'esterno del monumento.
11. 1 2 3 4  TCI, Le province di Como e Lecco [...], p. 303.
12. 1 2 3 4   Ex chiesa romanica, Sagrado Sant'Abbondio, 6,4A - Mezzegra (CO) – Architetture – Lombardia Beni Culturali, su lombardiabeniculturali.it. URL consultato il 27 marzo 2021.
13. ↑  Mauri, p. 14.
14. ↑  Mauri, p. 15.
15. ↑   Chiesa dell'Addolorata, Via Regina Teodolinda - Mezzegra (CO) – Architetture – Lombardia Beni Culturali, su lombardiabeniculturali.it. URL consultato il 27 marzo 2021.
16. 1 2 3   "Chiesa di San Giuseppe", in pannello esplicativo all'esterno del monumento.
17. ↑   Chiesa di S. Giuseppe, Via G. Brentano - Mezzegra (CO) – Architetture – Lombardia Beni Culturali, su lombardiabeniculturali.it. URL consultato il 27 marzo 2021.
18. ↑   Cappella di S. Anna, Salita Sant'Anna - Mezzegra (CO) – Architetture – Lombardia Beni Culturali, su lombardiabeniculturali.it. URL consultato il 27 marzo 2021.
19. ↑  Borghese, p. 305.
20. ↑   Palazzo Brentano, Via Fratelli Brentano, 49 - Mezzegra (CO) – Architetture – Lombardia Beni Culturali, su lombardiabeniculturali.it. URL consultato il 27 marzo 2021.
21. 1 2 3   Pro Loco Mezzegra (a cura di), "Palazzo Brentano Monticelli", in pannello esplicativo all'esterno del monumento.
22. ↑   Palazzo Brentano, su mylakecomo.co.
23. 1 2   "Palazzo Brentano Monticelli", in pannello esplicativo all'esterno del monumento.
24. ↑   Palazzo del Vescovo (ex), Vicolo chiuso, 4 - Mezzegra (CO) – Architetture – Lombardia Beni Culturali, su lombardiabeniculturali.it. URL consultato il 27 marzo 2021.
25. 1 2 3 4   "Palazzo Brentano Scalino", in pannello esplicativo all'esterno del monumento.
26. ↑   "Ninfeo", in pannello esplicativo all'esterno del monumento.
27. ↑   "Grate Turche", in pannello esplicativo all'esterno del monumento.
28. ↑   Casa Rosati, Via Albana, 20 - Mezzegra (CO) – Architetture – Lombardia Beni Culturali, su lombardiabeniculturali.it. URL consultato il 27 marzo 2021.
29. ↑   Mappe di comunità - Villa Stoddard, su mappedicomunita.liberisogni.org. URL consultato il 9 gennaio 2024.
30. ↑  Statistiche I.Stat - ISTAT;  URL consultato in data 28-12-2012.